# Calospatha scortechinii
Calospatha scortechinii là một loài thực vật có hoa cực kỳ hiếm, thuộc chi đơn loài Calospatha, trong họ Arecaceae. Chúng được tìm thấy ở bán đảo Malaysia, được gọi theo tên bản địa là rotan demuk. Loài này không phổ biến trong các bộ sưu tập và cũng không được tìm thấy trong tự nhiên trong vài năm, khiến một số người kết luận rằng chúng đã có thể đã tuyệt chủng.